# Südkoreanische Fußballnationalmannschaft der Frauen/Weltmeisterschaften
Der Artikel beinhaltet eine ausführliche Darstellung der südkoreanischen Fußballnationalmannschaft der Frauen bei Weltmeisterschaften. Südkorea konnte sich bisher nur für drei WM-Endrunden der Frauen qualifizieren und nimmt 2019 zum dritten Mal teil. In der ewigen Tabelle belegte Südkorea vor der WM 2015 als schlechteste Mannschaft mit nur einer Teilnahme den vorletzten Platz. Durch den ersten Sieg in einem WM-Spiel, wodurch erstmals die K.-o.-Runde erreicht wurde, verbesserte sich Südkorea auf Platz 20. 2019 fiel die Mannschaft nach drei Niederlagen um einen und 2023 nach zwei Niederlagen und einem Remis um vier Plätze, da die Schweiz, Neuseeland, Marokko und Jamaika alle mindestens ein Spiel gewinnen konnten und an Südkorea vorbeizogen.

## Die Nationalmannschaft bei Weltmeisterschaften

### Übersicht
| Jahr | Gastgeberland             | Teilnahme bis …    | Gegner                          | Ergebnis | Trainer       | Bemerkungen und Besonderheiten |
| ---- | ------------------------- | ------------------ | ------------------------------- | -------- | ------------- | --- |
| 1991 | Volksrepublik China       | nicht qualifiziert |                                 |          |               | Bei der Asienmeisterschaft 1991 an der Republik China gescheitert. |
| 1995 | Schweden                  | nicht qualifiziert |                                 |          |               | Bei den Asienspielen 1994 an der Volksrepublik China und Japan gescheitert |
| 1999 | USA                       | nicht qualifiziert |                                 |          |               | Bei der Fußball-Asienmeisterschaft der Frauen 1997 an der Republik China gescheitert, die sich aber auch nicht qualifizieren konnte                                             |
| 2003 | USA                       | Vorrunde           | Brasilien, Frankreich, Norwegen | 14.      | An Jong-goan  | Als Gruppenletzte ausgeschieden |
| 2007 | Volksrepublik China       | nicht qualifiziert |                                 |          |               | Bei der Asienmeisterschaft 2006 an Australien und Nordkorea gescheitert. |
| 2011 | Deutschland               | nicht qualifiziert |                                 |          |               | Bei der Asienmeisterschaft 2010 an Australien und der Volksrepublik China gescheitert, die sich aber auch nicht qualifizieren konnte                                            |
| 2015 | Kanada                    | Achtelfinale       | Frankreich                      | 14.      | Yoon Deuk-yeo | In der Gruppenphase traf die Mannschaft auf Brasilien und die WM-Neulinge Costa Rica, Spanien. Durch je einen Sieg, ein Remis und eine Niederlage wurde Südkorea Gruppenzweiter |
| 2019 | Frankreich                | Vorrunde           | Frankreich, Nigeria, Norwegen   | 21.      | Yoon Deuk-yeo | Bei der Asienmeisterschaft 2018 im Spiel um den 5. asiatischen Startplatz gegen die Philippinen gewonnen. In Frankreich mit drei Niederlagen ausgeschieden.                     |
| 2023 | Australien und Neuseeland | Vorrunde           | Kolumbien, Marokko, Deutschland | 28.      | Colin Bell    | Als Zweiter der Asienmeisterschaft 2022 qualifiziert. |

### Statistik
(Angaben inkl. 2023: Neun Weltmeisterschaften)
- nicht teilgenommen: nie (0 %)
- nicht qualifiziert: fünfmal (55,5 %; 1991, 1995, 1999, 2007 und 2011)
- qualifiziert: viermal (44,4 %)
  - Vorrunde: dreimal (33,3 %; 2003, 2019, 2023)
  - Achtelfinale: einmal (11,1 %; 2015)

## Die Turniere

### WM 1991 in der Volksrepublik China
Südkorea schied bei der Asienmeisterschaft 1991, die als Qualifikation für die erste Weltmeisterschaft diente, bereits in der Vorrunde aus. Dabei wurden alle Spiele gegen die Volksrepublik China, die Republik China und Thailand verloren. Die Volksrepublik China, die Republik China und Japan qualifizierten sich als Vertreter Asiens für die WM.

### WM 1995 in Schweden
Auch vier Jahre später konnte sich Südkorea nicht qualifizieren. Für die erste WM in Europa wurden den asiatischen Mannschaften nur zwei Startplätze zugestanden. Bei den Asienspielen 1994 in Hiroshima, die als Qualifikation für die zweite Weltmeisterschaft dienten, trafen in einer Vierergruppe zunächst Japan, die Republik China, die Volksrepublik China und Südkorea aufeinander. Nach einem 0:5 gegen Japan und einem 0:2 gegen die Volksrepublik China hatte Südkorea bereits vor dem letzten Spiel keine Chance mehr sich zu qualifizieren, da beide auch gegen die Republik China gewonnen hatten und damit für die WM qualifiziert waren. Das letzte bedeutungslose Spiel verlor Südkorea dann auch noch mit 0:2 gegen die Republik China.
Damit wurde auch die Qualifikation für das erste Fußballturnier der Frauen bei den Olympischen Spielen 1996 verpasst, an dem nur die acht besten Mannschaften der WM teilnehmen konnten.

### WM 1999 in den USA
Für die dritte Weltmeisterschaft konnte sich Südkorea auch nicht qualifizieren, dabei standen nach der Erhöhung des Teilnehmerfeldes auf 16 Mannschaften nun wieder drei Startplätze für die asiatischen Mannschaften bereit. Bei der Fußball-Asienmeisterschaft der Frauen 1997, die diesmal als Qualifikationsturnier diente, musste Südkorea in einer Dreiergruppe antreten, aus der sich nur der Gruppensieger für das Halbfinale qualifizierte. Nach einem 0:1 gegen die Republik China wurde zwar mit 11:0 gegen Kasachstan gewonnen, aber da die Republik China ebenfalls gegen die Kasachinnen gewann, wurde Südkorea nur Zweiter und schied damit aus. Die Republik China scheiterte dann zunächst im Halbfinale an der Volksrepublik China und dann im Spiel um Platz 3 an Japan, die sich zusammen mit Nordkorea für die WM qualifizierten. Für Südkorea bedeutete dies auch, dass es nicht am Fußballturnier der Frauen bei den Olympischen Spielen 2000 teilnehmen konnte.

### WM 2003 in den USA
Eigentlich sollte die WM wieder in der Volksrepublik China stattfinden. Wegen der SARS-Epidemie wurde das Turnier kurzfristig in die USA verlegt. Damit fand die Weltmeisterschaft zum zweiten Mal in den USA statt. Zusätzlich zu den drei direkten Startplätzen, hatte nun eine vierte asiatische Mannschaft die Chance sich in den AFC/CONCACAF-Playoffs zu qualifizieren. Südkorea hatte diesen Umweg aber nicht nötig, denn erstmals konnte sich die Mannschaft direkt qualifizieren. Bei der Asienmeisterschaft 2003 hatten die Südkoreanerinnen die Vorrunde mit Siegen gegen Hongkong (8:0), Thailand (6:0) und Singapur (4:0) sowie einem 2:2 gegen Nordkorea als Gruppenzweiter hinter den punktgleichen Nordkoreanerinnen überstanden. Im Halbfinale verloren sie dann zwar mit 1:3 gegen die Volksrepublik China, konnten aber das Spiel um Platz 3 gegen Japan mit 1:0 gewinnen. Japan konnte sich aber in den Playoffs gegen Mexiko durchsetzen, so dass vier asiatische Mannschaften an der WM teilnehmen konnten.
In den USA trafen die Südkoreanerinnen in ihrem ersten WM-Spiel am 21. September 2003 in Washington, D.C. auf Südamerikameister Brasilien und verloren mit 0:3. Gegen Frankreich folgte anschließend ein 0:1 und gegen Ex-Weltmeister Norwegen ein 1:7. Dabei gelang Kim Jin-hee das bisher einzige WM-Tor für Südkorea. Als Gruppenletzter verabschiedete sich Südkorea für 12 Jahre von der WM-Bühne.

### WM 2007 in der Volksrepublik China
Vier Jahre später war es dann wieder etwas schwerer sich zu qualifizieren, da Australien – insbesondere um der Nationalmannschaft der Männer bessere Chancen auf eine WM-Qualifikation zu bieten – in den asiatischen Verband gewechselt war. Bei der Asienmeisterschaft 2006 in Australien verlor Südkorea dann auch das Auftaktspiel der Gruppenphase gegen Gastgeber Australien mit 0:4. Danach gelangen zwar zwei Siege gegen Thailand (11:0) und Myanmar (3:1), wodurch Südkorea insgesamt die meisten Tore erzielt hatte, das letzte entscheidende Spiel gegen Nordkorea wurde aber mit 0:1 verloren. Damit schied Südkorea als Gruppendritter aus.

### WM 2011 in Deutschland
Für die WM in Deutschland konnte sich Südkorea ebenfalls nicht qualifizieren. Bei der Asienmeisterschaft 2010 in China wurde zwar im ersten Spiel gegen den Gastgeber ein torloses Remis erreicht, aber das zweite Spiel gegen den späteren Asienmeister Australien mit 1:2 verloren. Da reichte das 5:0 gegen Vietnam dann nur noch zu Platz 3. Neben Australien qualifizierten sich Japan und Nordkorea, China wurde nur Vierter. Die viertplatzierte asiatische Mannschaft hatte aber diesmal keine Möglichkeit, sich über interkontinentale Playoffs zu qualifizieren. Somit fand erstmals eine WM-Endrunde der Frauen ohne die Volksrepublik China statt.

### WM 2015 in Kanada
Vier Jahre später konnte sich Südkorea dann wieder qualifizieren und profitierte dabei auch davon, dass durch die Erhöhung des Teilnehmerfeldes den asiatischen Mannschaften nun fünf Startplätze zugestanden wurden. Zudem war Nordkorea wegen Dopingvergehen bei der WM 2011 von der Teilnahme ausgeschlossen. In der Qualifikation, für die wieder die Asienmeisterschaft diente, setzte sich Südkorea in der Gruppenphase mit zwei Siegen gegen Myanmar (12:0) und Thailand (4:0) sowie einem torlosen Remis gegen China als Gruppensieger aufgrund der mehr erzielten Tore durch. Damit stand Südkorea im Halbfinale und hatte sich für die WM qualifiziert. Das Halbfinale und das Spiel um Platz 3 wurden dann aber gegen Australien bzw. China mit 1:2 verloren. Asienmeister wurde zum ersten Mal Weltmeister Japan. Als fünfte asiatische Mannschaft konnte sich auch erstmals Thailand qualifizieren.
Bei der Auslosung der Gruppen waren die Südkoreanerinnen nicht gesetzt und wurden der Gruppe E mit Südamerikameister Brasilien zugelost. Weitere Gegner waren die WM-Neulinge Costa Rica und Spanien. Trainiert wurden die Südkoreanerinnen bei der WM von Yoon Deuk-yeo, der 1990 als Spieler an der WM in Italien teilnahm, dort aber nur dadurch auffiel, dass er im letzten Gruppenspiel die Rote Karte erhielt.
Südkorea konnte erstmals ein Spiel gewinnen und zog ins Achtelfinale ein, hatte dort gegen WM-Mitfavorit Frankreich aber keine Chance.

### WM 2019 in Frankreich
Für die dritte WM in Europa qualifizierte sich Südkorea bei der Fußball-Asienmeisterschaft der Frauen 2018. Für diese musste sich die Mannschaft zunächst bei einem Turnier in Nordkorea im April 2017 qualifizieren. Dabei setzte sich die Mannschaft aufgrund der mehr geschossenen Tore und damit besseren Tordifferenz gegenüber den Gastgeberinnen durch. Voneinander trennten sich beide beim ersten Aufeinandertreffen beider koreanischer Mannschaften in Nordkorea überhaupt mit 1:1. Bei der Asienmeisterschaft im April 2018 in Jordanien mussten die Südkoreanerinnen in der schwereren Gruppe gegen Titelverteidiger Japan, dessen Vorgänger Australien und Vietnam antreten. Die drei „Schwergewichte“ trennten sich jeweils remis und gewannen gegen Vietnam. Da sich aber Australien und Japan mit 1:1 trennten und Südkorea gegen beide 0:0 spielte, hatten Japan und Australien durch das eine mehr geschossene Tor den direkten Vergleich gewonnen und waren sowohl für das Halbfinale als auch die WM direkt qualifiziert. Südkorea musste noch gegen die Philippinen antreten und sicherte sich durch ein 5:0 das fünfte asiatische WM-Ticket.
In Frankreich trafen die Südkoreanerinnen im Eröffnungsspiel auf den Gastgeber und verloren mit 0:4. Auch gegen Norwegen und im ersten Spiel gegen Nigeria verloren die Asiatinnen und schieden als Gruppenletzte aus.

### WM 2023 in Australien und Neuseeland
Für die erste WM der Frauen in zwei Ländern qualifizierte sich Südkorea bei der Fußball-Asienmeisterschaft der Frauen 2022. Für diese musste sich die Mannschaft zunächst bei einem Turnier in Usbekistan im September 2021 qualifizieren. Dies gelang mit Siegen gegen die Mongolei (12:0) und die Gastgeberinnen (4:0). Bei der Endrunde in Indien Ende Januar/Anfang Februar 2022 wurden in den Gruppenspielen Vietnam mit 3:0 und Myanmar mit 2:0 besiegt sowie gegen Titelverteidiger Japan ein 1:1 erreicht. Als Gruppenzweite trafen die Südkoreanerinnen im Viertelfinale auf Australien und gewannen mit 1:0 und qualifizierten sich damit für die WM-Endrunde. Im Halbfinale wurden die Philippinen mit 2:0 besiegt, sodass erstmals das Finale der Asienmeisterschaft erreicht wurde. Im Finale führten sie nach 45+3 Minuten mit 2:0, kassierten in der zweiten Halbzeit aber noch drei Tore – das letzte in der dritten Minute der Nachspielzeit.
Bei der Auslosung am 22. Oktober 2022 wurde die Mannschaft in die Gruppe mit Deutschland, WM-Neuling Marokko und Kolumbien gelost, gegen die die Südkoreanerinnen noch nie gespielt hatten. Nach Niederlagen gegen Kolumbien (0:2) und Marokko (0:1) trennte sich die Mannschaft im letzten Spiel gegen Deutschland 1:1, wodurch beide ausschieden.

## Spiele
Südkorea bestritt bisher 13 WM-Spiele, von denen zehn verloren wurden, zwei remis endeten und das sechste den bisher einzigen Sieg brachte.
Südkorea nahm 2019 am Eröffnungsspiel der WM teil und spielte dabei gegen den Gastgeber, aber noch nie gegen den späteren Weltmeister und den Titelverteidiger. Häufigste Gegner sind Frankreich (3 Spiele) und Brasilien, gegen das bei den beiden ersten Teilnahmen das erste Gruppenspiel stattfand, und Norwegen, gegen das die höchste Niederlage kassiert wurde, mit je zwei Spielen. Alle anderen Spiele sind einmalig.
Die meisten Spiele bestritten  Cho So-hyun (10), Ji So-yun und Kim Jeong-mi (je 9), die 2003 als 18-Jährige und damals zweitjüngste Spielerin der Mannschaft drei Spiele bestritt und als einzige Südkoreanerin auch 2015 wieder dabei war.
| Alle WM-Spiele |            |          |             |   |                        |                 |                                |
| Nr.            | Datum      | Ergebnis | Gegner      |   | Austragungsort         | Anlass          | Bemerkungen                    |
| 1              | 21.09.2003 | 0:3      | Brasilien   | * | Washington, D.C. (USA) | Vorrunde        |                                |
| 2              | 24.09.2003 | 0:1      | Frankreich  | * | Washington, D.C. (USA) | Vorrunde        | Erstes Spiel gegen Frankreich  |
| 3              | 27.09.2003 | 1:7      | Norwegen    | * | Foxborough (USA)       | Vorrunde        |                                |
| 4              | 09.06.2015 | 0:2      | Brasilien   | * | Montreal (CAN)         | Vorrunde        |                                |
| 5              | 13.06.2015 | 2:2      | Costa Rica  | * | Montreal (CAN)         | Vorrunde        | Erstes Spiel gegen Costa Rica  |
| 6              | 17.06.2015 | 2:1      | Spanien     | * | Ottawa (CAN)           | Vorrunde        | Erstes Spiel gegen Spanien     |
| 7              | 17.06.2015 | 0:3      | Frankreich  | * | Montreal (CAN)         | Achtelfinale    |                                |
| 8              | 07.06.2019 | 0:4      | Frankreich  | A | Paris (FRA)            | Eröffnungsspiel |                                |
| 9              | 12.06.2019 | 0:2      | Nigeria     | * | Grenoble (FRA)         | Vorrunde        | Erstes Spiel gegen Nigeria     |
| 10             | 17.06.2019 | 1:2      | Norwegen    | * | Rennes (FRA)           | Vorrunde        |                                |
| 11             | 25.07.2023 | 0:2      | Kolumbien   | * | Sydney (AUS)           | Vorrunde        | Erstes Spiel gegen Kolumbien   |
| 12             | 30.07.2023 | 0:1      | Marokko     | * | Adelaide (AUS)         | Vorrunde        | Erstes Spiel gegen Marokko     |
| 13             | 03.08.2023 | 1:1      | Deutschland | * | Brisbane (AUS)         | Vorrunde        | Erstes Spiel gegen Deutschland |

Der Sieg gegen Spanien ist der höchste Sieg gegen die Spanierinnen, es gab aber bisher nur dies Spiel.
Gegen diese Länder kassierte die südkoreanische Mannschaft ihre höchsten Niederlagen bei einem WM-Turnier:
- Norwegen 1:7 (2003, Vorrunde)
- Frankreich 0:4 (2019, Eröffnungsspiel)
- Kolumbien 0:2 (2023, Vorrunde)
- Marokko 0:1 (2023, Vorrunde)
- Nigeria 0:2 (2019, Vorrunde)